# Geta (calçado)

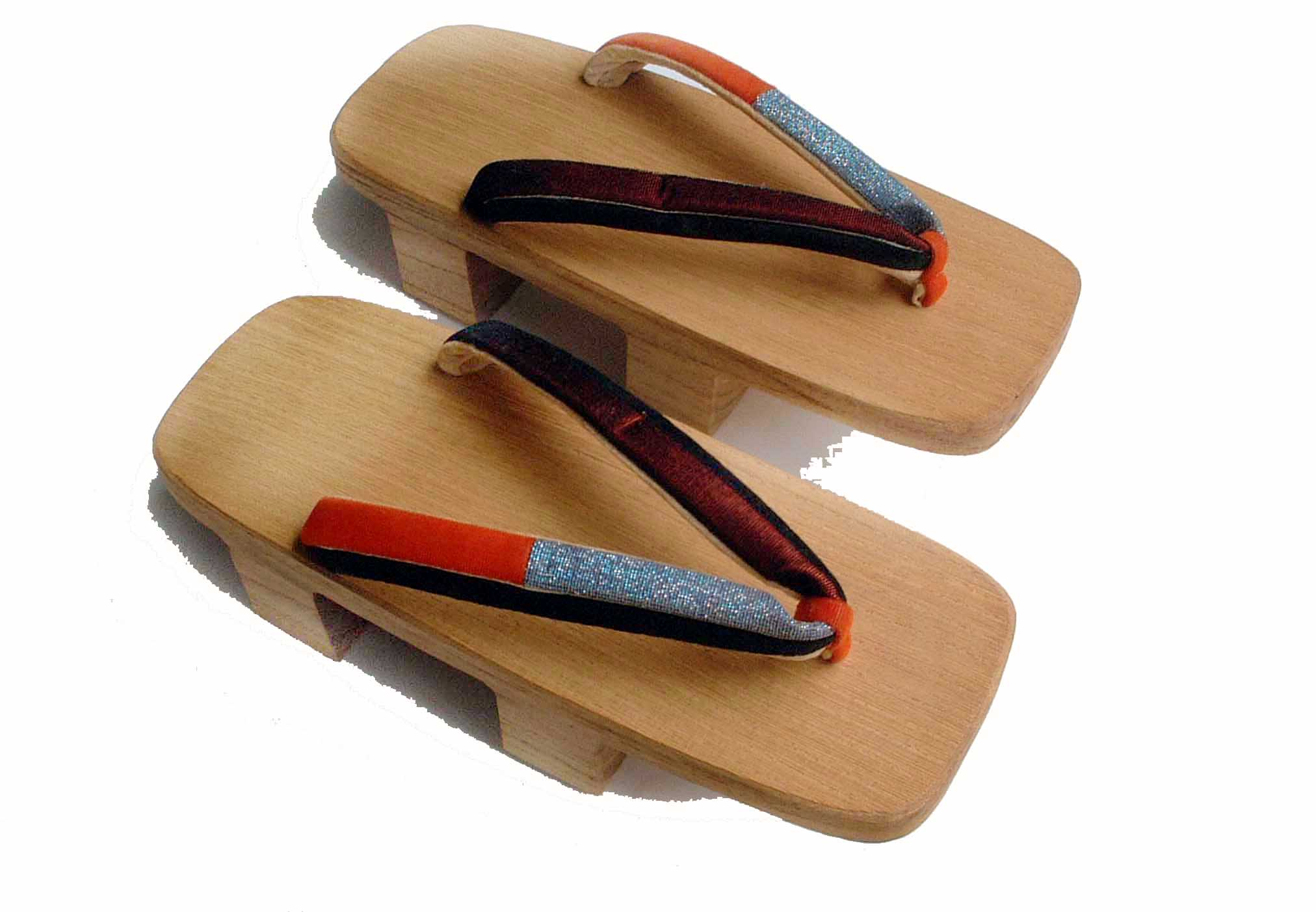
Um par de geta

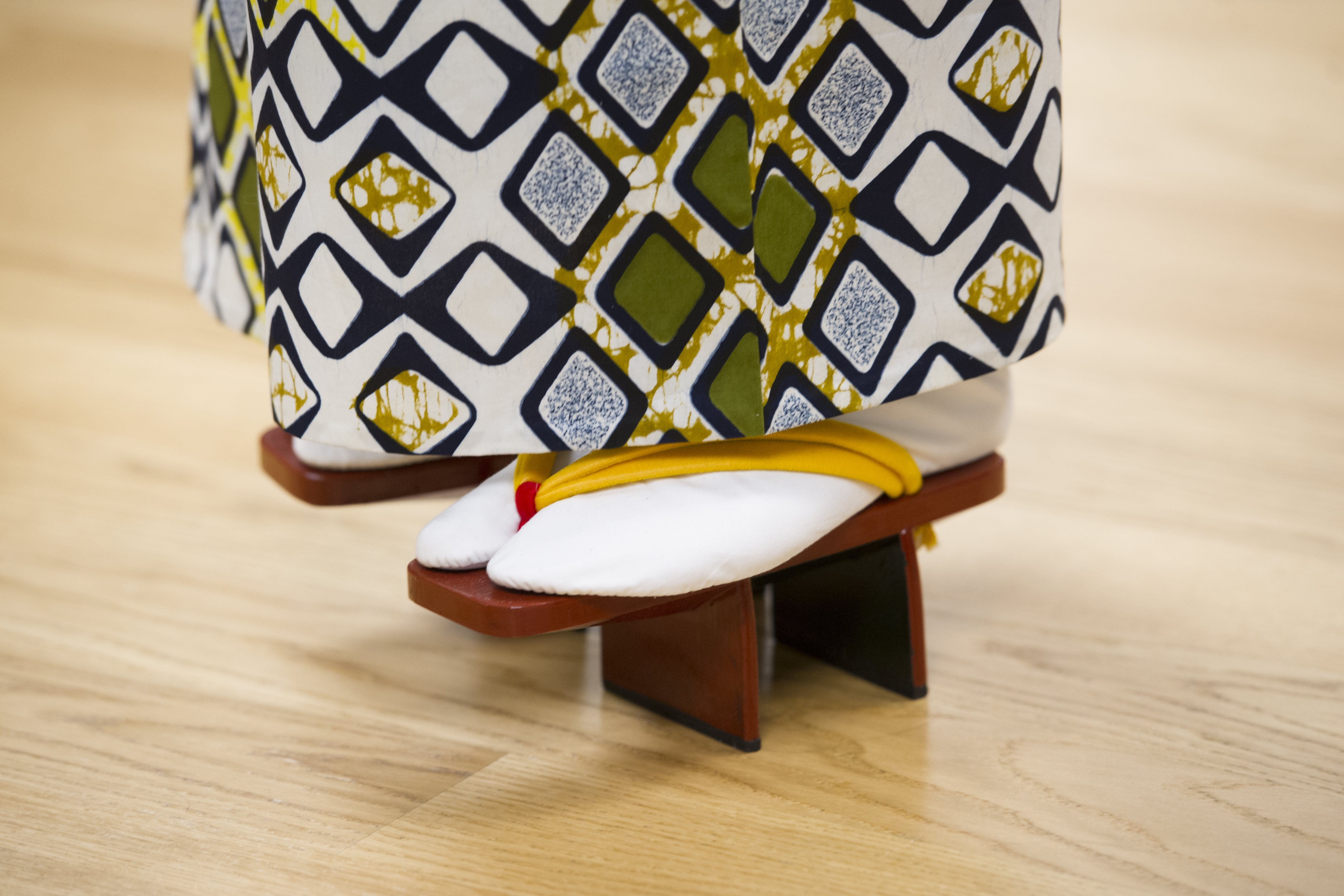
Pessoa usando geta e tabi

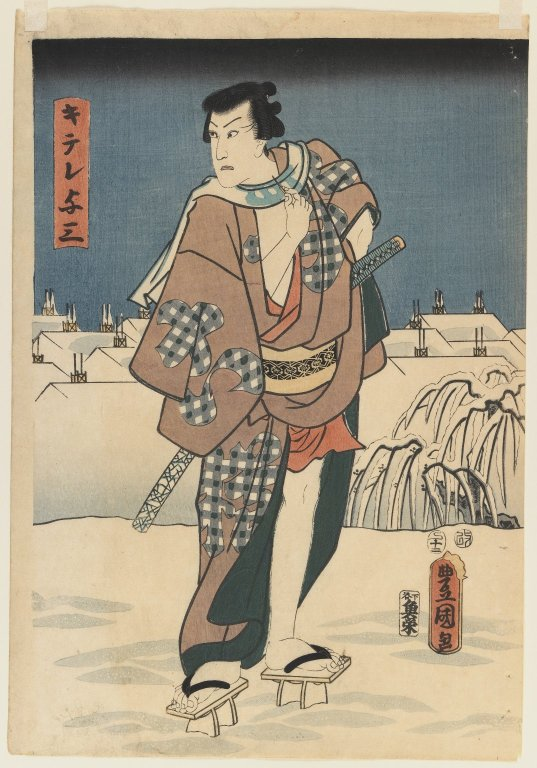
Utagawa Toyokuni III (Kunisada)

Geta (下駄) são uma forma tradicional de calçado Japonês que lembram ambos tamancos e chinelos. Eles são um tipo de sandália com uma base de madeira elevada presa no pé com um tecido sandália de correia para manter o pé bem acima do nível do solo. Elas são vestidas com roupas tradicionais Japonesas tal como quimono ou yukata, mas (no Japão) também com roupas Ocidentais durante os meses de verão. Algumas vezes, as getas são vestidos com chuva ou com neve para manter o pé seco, devido à sua altura extra e impermeabilidade comparada a outros calçados tal como zōri. Elas fazem um barulho similar a chinelos friccionando contra o solo, ao caminhar. Quando vestida em água ou terra, chinelos podem levantar terra ou água de volta para as pernas. Isso não costuma acontecer com o pesado geta Japonês.